# Campeonato Europeo de la UEFA Sub-19 2023
El Campeonato de Europa Sub-19 de la UEFA de 2023 fue la XX edición del Campeonato de Europa Sub-19, organizado por la UEFA. La fase final se disputó en Malta del 3 al 16 de julio de 2023.
El campeón de esta edición fue Italia, al derrotar en la final a su similar de Portugal por 1 a 0.

## Clasificación
Un total de 54 (de 55) países de la UEFA participarán en la competición, y con la anfitriona Malta clasificando automáticamente, los otros 53 equipos competirán en la competición de clasificación, que constará de dos rondas: Ronda de clasificación, que tendrá lugar en otoño 2022, y la ronda Elite, que tendrá lugar en la primavera de 2023, para determinar los siete lugares restantes en el torneo final. El sorteo de la ronda de clasificación se celebró el 17 de diciembre de 2020 a las 10:30 CET (UTC+1), en la sede de la UEFA en Nyon, Suiza.

## Sedes
| Paola                | Xewkija           | Paola Xewkija Ta' Qali |
| -------------------- | ----------------- | ---------------------- |
| Estadio Tony Bezzina | Estadio Gozo      | Paola Xewkija Ta' Qali |
| Capacidad: 8.000     | Capacidad: 2.644  | Paola Xewkija Ta' Qali |
|                      |                   | Paola Xewkija Ta' Qali |
| Ta' Qali             |                   | Paola Xewkija Ta' Qali |
| Estadio Nacional     | Centenary Stadium | Paola Xewkija Ta' Qali |
| Capacidad: 17.700    | Capacidad: 3.000  | Paola Xewkija Ta' Qali |
|                      |                   | Paola Xewkija Ta' Qali |

## Participantes
Los siguientes ocho equipos se clasifican para el torneo final. 
| Equipo   | Clasificado como | Clasificado en fecha | Apariciones previas en Eurocopa Sub-191 solo era Sub-19 (desde 2002)        |
| -------- | ---------------- | -------------------- | --------------------------------------------------------------------------- |
| Malta    | Anfitrión        | 19 de abril de 2021  | 0 (Debut)                                                                   |
| Noruega  | Ganador Grupo 1  | 25 de marzo de 2023  | 5 (2002, 2003, 2005, 2018, 2019)                                            |
| Italia   | Ganador Grupo 2  | 28 de marzo de 2023  | 8 (2003, 2004, 2008, 2010, 2016, 2018, 2019, 2022)                          |
| España   | Ganador Grupo 3  | 28 de marzo de 2023  | 12 (2002, 2004, 2006, 2007, 2008, 2009, 2010, 2011, 2012, 2013, 2015, 2019) |
| Portugal | Ganador Grupo 4  | 25 de marzo de 2023  | 11 (2003, 2006, 2007, 2010, 2012, 2013, 2014, 2016, 2017, 2018, 2019)       |
| Grecia   | Ganador Grupo 5  | 28 de marzo de 2023  | 6 (2005, 2007, 2008, 2011, 2012, 2015)                                      |
| Polonia  | Ganador Grupo 6  | 28 de marzo de 2023  | 2 (2004, 2006)                                                              |
| Islandia | Ganador Grupo 7  | 28 de marzo de 2023  | 0 (Debut)                                                                   |

1 Negrita indica campeones de ese año. Cursiva indica sede para ese año.

## Fase de grupos
El sorteo de la fase final del Campeonato de Europa Sub-19 de la UEFA, que se celebrará el miércoles 19 de abril a las 13:00 HEC en el Teatro Manoel de La Valeta, Malta dividirá a los ocho aspirantes, incluida la anfitriona Malta, en dos grupos de cuatro selecciones.
Todos los horarios son CEST locales (UTC+2).

### Grupo A
| Equipo   | Pts | PJ | PG | PE | PP | GF | GC | Dif |
| -------- | --- | -- | -- | -- | -- | -- | -- | --- |
| Portugal | 9   | 3  | 3  | 0  | 0  | 9  | 2  | +7  |
| Italia   | 4   | 3  | 1  | 1  | 1  | 6  | 6  | 0   |
| Polonia  | 4   | 3  | 1  | 1  | 1  | 3  | 3  | 0   |
| Malta    | 0   | 3  | 0  | 0  | 3  | 1  | 8  | -7  |

| 3 de julio de 2023, 18:00 | Polonia | 0:2 (0:1) | Portugal                           | Hibernians Ground, Paola |                          |
|                           |         | Reporte   | - 4' Gabriel Brás - 60' Hugo Félix | Árbitro(s): Juxhin Xhaja | Árbitro(s): Juxhin Xhaja |

| 3 de julio de 2023, 21:00 | Malta | 0:4 (0:2) | Italia                                                                                               | Estadio Nacional, Ta'Qali |                       |
|                           |       | Reporte   | - 21' (pen.) Cher Ndour - 35' (pen.) Pio Esposito - 47' Luca D'Andrea - 90+2' (pen.) Samuele Vignato | Árbitro(s): Igal Frid     | Árbitro(s): Igal Frid |

| 6 de julio de 2023, 18:00 | Portugal                                                                                          | 5:1 (1:1) | Italia           | Centenary Stadium, Ta'Qali |                            |
|                           | - Rodrigo Ribeiro 35' - Gustavo Sá 57' - Gabriel Brás 68' - Hugo Félix 88' - João Gonçalves 90+1' | Reporte   | - 6' Luca Lipani | Árbitro(s): Sven Jablonski | Árbitro(s): Sven Jablonski |

| 6 de julio de 2023, 21:15 | Malta | 0:2 (0:0) | Polonia                 | Centenary Stadium, Ta'Qali    |                               |
|                           |       | Reporte   | Strzałek 59' Pieńko 82' | Árbitro(s): Yael Falcón Pérez | Árbitro(s): Yael Falcón Pérez |

| 9 de julio de 2023, 18:00 | Portugal                              | 2:1 (1:0) | Malta            | Estadio Gozo, Xewkija        |                              |
|                           | - Miguel Falé 8' - João Gonçalves 75' | Reporte   | - 72' Basil Tuma | Árbitro(s): Joonas Jaanovits | Árbitro(s): Joonas Jaanovits |

| 9 de julio de 2023, 18:00 | Italia          | 1:1 (1:1) | Polonia            | Estadio Nacional, Ta'Qali |                         |
|                           | - Luis Hasa 34' | Reporte   | - 8' Igor Strzałek | Árbitro(s): Gergo Bogár   | Árbitro(s): Gergo Bogár |

### Grupo B
| Equipo   | Pts | PJ | PG | PE | PP | GF | GC | Dif |
| -------- | --- | -- | -- | -- | -- | -- | -- | --- |
| España   | 7   | 3  | 2  | 1  | 0  | 7  | 1  | +6  |
| Noruega  | 5   | 3  | 1  | 2  | 0  | 6  | 5  | +1  |
| Islandia | 2   | 3  | 0  | 2  | 1  | 2  | 3  | -1  |
| Grecia   | 1   | 3  | 0  | 1  | 2  | 4  | 10 | -6  |

| 4 de julio de 2023, 18:00 | Noruega                                                                                   | 5:4 (5:0) | Grecia                                                                                | Centenary Stadium, Ta'Qali   |                              |
|                           | - Alwande Roaldsöy 6' - Niklas Ødegård 15', 44' - Erik Flataker 18' - Henrik Skogvold 36' | Reporte   | - 51', 81' Stefanos Tzimas - 80' Christos Stavropoulos - 90+5' Alexios Kalogeropoulos | Árbitro(s): Joonas Jaanovits | Árbitro(s): Joonas Jaanovits |

| 4 de julio de 2023, 21:15 | Islandia           | 1:2 (0:1) | España                                       | Centenary Stadium, Ta'Qali |                         |
|                           | - Ágúst Orri 90+1' | Reporte   | - 16' Yarek Gasiorowski - 47' Víctor Barberà | Árbitro(s): Gergo Bogár    | Árbitro(s): Gergo Bogár |

| 7 de julio de 2023, 18:00 | Grecia | 0:5 (0:4) | España                                                                                | Estadio Gozo, Xewkija |                       |
|                           |        | Reporte   | - 11', 45+1' Víctor Barberà - 14' Manuel Ángel - 17' César Palacios - 57' Arnau Casas | Árbitro(s): Igal Frid | Árbitro(s): Igal Frid |

| 7 de julio de 2023, 21:00 | Islandia                 | 1:1 (0:0) | Noruega                       | Hibernians Ground, Paola |                          |
|                           | - Eggert Guðmundsson 89' | Reporte   | - 65' (pen.) Alwande Roaldsöy | Árbitro(s): Juxhin Xhaja | Árbitro(s): Juxhin Xhaja |

| 10 de julio de 2023, 21:00 | Grecia | 0:0     | Islandia | Hibernians Ground, Paola   |                            |
|                            |        | Reporte |          | Árbitro(s): Sven Jablonski | Árbitro(s): Sven Jablonski |

| 10 de julio de 2023, 21:00 | España | 0:0     | Noruega | National Stadium, Ta' Qali    |                               |
|                            |        | Reporte |         | Árbitro(s): Yael Falcón Pérez | Árbitro(s): Yael Falcón Pérez |

## Fase Final

### Cuadro de desarrollo
|  | Semifinal   | Semifinal |             |   | Final | Final |
|  |             |           |             |   |       |       |
|  | 13 de julio |           |             |   |       |       |
|  |             |           |             |   |       |       |
|  | Portugal    | 5         |             |   |       |       |
|  | Portugal    | 5         | 16 de julio |   |       |       |
|  | Noruega     | 0         |             |   |       |       |
|  | Noruega     | 0         | Portugal    | 0 |       |       |
|  | 13 de julio |           | Portugal    | 0 |       |       |
|  |             | Italia    | 1           |   |       |       |
|  | España      | Italia    | 1           | 2 |       |       |
|  | España      |           |             | 2 |       |       |
|  | Italia      | 3         |             |   |       |       |
|  | Italia      | 3         |             |   |       |       |

### Semifinales
| 13 de julio de 2023, 18:00 | Portugal                                                                               | 5:0 (3:0) | Noruega | Hibernians Ground, Paola      |                               |
|                            | - Gustavo Sá 4' - Hugo Félix 17' (pen.) - Rodrigo Ribeiro 31', 66' - Carlos Borges 69' | Reporte   |         | Árbitro(s): Yael Falcón Pérez | Árbitro(s): Yael Falcón Pérez |

| 13 de julio de 2023, 21:00 | España                                       | 2:3 (0:0) | Italia                                                        | Centenary Stadium, Ta'Qali |                       |
|                            | - Víctor Barberà 58' - Yarek Gasiorowski 74' | Reporte   | - 52' Emanuel Vignato - 66' Niccolò Pisilli - 85' Luca Lipani | Árbitro(s): Igal Frid      | Árbitro(s): Igal Frid |

### Final
| 16 de julio de 2023, 21:00 | Portugal | 0:1 (0:1) | Italia       | Centenary Stadium, Ta'Qali |                            |
|                            |          |           | - 19' Kayode | Árbitro(s): Sven Jablonski | Árbitro(s): Sven Jablonski |

| Bandera de Italia |
| Campeón           |
| Italia            |
| 4.º título        |